# Thelepogon
Thelepogon is een geslacht uit de grassenfamilie (Poaceae). De soorten van dit geslacht komen voor in Afrika, tropisch Azië en Australazië.

## Soorten
Van het geslacht zijn de volgende soorten bekend: 
- Thelepogon australiensis
- Thelepogon elegans
- Thelepogon sanguinea
- Thelepogon sanguineus